# آزیز تامویان
آزیز تامویان (انگلیسی: Aziz Tamoyan؛ ۱ ژوئیهٔ ۱۹۳۳ – ۲ ژانویهٔ ۲۰۲۱) رئیس اتحادیه ایزدیان جهان بود. وی در تاریخ ۳۰ سپتامبر ۱۹۸۹ به ریاست اتحادیه ملی ایزیدیان جمهوری ارمنستان و در سال ۱۹۹۷ به ریاست اتحادیه ملی ایزدیان جهان برگزیده شد